# Вселюдське викуплення
Вселюдське викуплення (іноді загальна спокута або необмежена спокута) - доктрина в протестантському християнстві, яку зазвичай пов'язують з аміральдизмом (чотирипунктовим кальвінізмом), а також армініанством та іншими некальвіністськими течіями. Доктрина стверджує, що Ісус помер з викупов на благо всіх людей без винятку. Це вчення відрізняється від інших елементів кальвіністської абревіатури TULIP і суперечить кальвіністській доктрині обмеженої спокути.
Доктринальним питанням, яке розділяє християн, є питання про міру спокути. Це питання зазвичай звучить наступним чином: "Чи Христос поніс на хресті гріхи лише обраних, чи його смерть спокутувала гріхи всіх людей?". Ті, хто дотримується такої точки зору, читають такі місця Писання, як Івана 3:16; 1 Тимофія 2:6; 4:10; Євреїв 2:9; 1 Івана 2:2, щоб сказати, що Біблія вчить про необмежену спокуту. 